# 岡田亜紀
岡田 亜紀（おかだ あき、1977年4月11日 - ）は千葉県柏市出身のフリーアナウンサー。血液型AB型。

## 来歴・人物
- 学歴
  - 共立女子中学校・高等学校卒業
  - 共立女子大学 文芸学部芸術学専攻劇芸術コース卒業（同級生に江藤麻由がいる[1]）
- 取得資格
  - 秘書検定二級、普通自動車一種免許、書道三段、華道草月流三級、茶道表千家修事、サッカー四級審判
- 趣味：スポーツ観戦（阪神タイガース、柏レイソル）
- 妹がいる[2]。

## 主な出演作品

### テレビ出演
- うさぎファンクラブ（スカイパーフェクTV! PETTV、2000年7月～2001年2月）
- 生島ヒロシ『ペット情報局』（PETTV、2001年3月～）
- サンデーオンライン（BS朝日、2001年7月～2002年9月）
- 大調査!! なるほど日本人（テレビ東京、2001年7月～2002年9月）
- ジャスト（TBS、2001年7月）
- メジャーリーグ中継（BSフジ、2001年7月～8月）
- iニュース『岡田亜紀の和楽器マスターへの道』（BS-i、2002年6月～9月）
- 住まいる情報局いい部屋見つけたっ!（J-COM相模原、2003年1月～2004年10月）
- 最新映画情報（J-COM東関東、2003年4月）
- アッコにおまかせ!（TBS、2003年6月～）
- 特選名品館（TBS、2003年7月～）
- ぐるぐるナインティナイン ごちバトル（日本テレビ、2003年10月～2005年12月）
- フリースタイルクルージング（旅チャンネル、2004年2月～）
- REYSOL TIME（J-COM東関東、2004年12月～）
- コムTOGETHER（J-COM東関東、2004年12月～）
- いい部屋見つけた！（J-COM相模原、2005年3月～4月・2006年2月～3月）

### CM
- 三菱商事「ミキクレジット」（2002年7月～）
- ローソン（2002年7月～）
- TBSインフォマーシャル（公文式、モスバーガー、ドール、田辺製薬）（2002年7月～12月）
- アース製薬「バスロマン」（2004年11月～2006年）

### ラジオ
- BAY LINE 7300（BAY FM、2004年5月～）
- RadioBerry B☆BOX（RADIO BERRY、2005年4月～2006年3月）
- B☆BOX FRIDAY HYPER!（RADIO BERRY、2006年4月～2009年3月）
- BERRY POP CLUB（RADIO BERRY、2009年4月～）
- RBZ（毎週木曜日　RADIO BERRY、2014年4月～）

### スチル
- 三菱商事「ミキクレジット」イメージガール（2004年1月～）

### 雑誌
- ゴルフTODAY「岡田亜紀の絶対うまくなってやる」（2003年1月）

### モデル
- アミティ化粧品（2004年）
- 株式会社アスカム（2004年）
- 蛇の目「湯名人」（2004年）

### ナレーション
- 見て見てうちのコ!（SKY PerfecTV! PETTV、2000年8月～2001年2月）

### MC
- ゴルフ叙々苑カップ表彰式 司会アシスタント
- エステコンテスト
- BPオイルトークイベント

### 音楽
- 二人は常磐線（2008年。手賀沼ジュンとのデュエット）